# Đông Nam Âu
Đông Nam Âu (chữ Anh: Southeast Europe, viết tắt: SEE) là vùng đất phía đông nam của châu Âu, thông thường chỉ các nước nằm trên bán đảo Balkan thuộc châu Âu, bao gồm România, Serbia, Montenegro, Croatia, Slovenia, Bosnia và Herzegovina, Bắc Macedonia, Bulgaria, Albania, Hi Lạp và bộ phận châu Âu của Thổ Nhĩ Kì. Bởi vì chính trị, kinh tế, lịch sử, văn hoá hoặc yếu tố địa lí, đường ranh giới của Đông Nam Âu liên tục bị tranh chấp rộng khắp khu vực.
Khu vực Đông Nam Âu nằm ở giao điểm của châu Âu với hai châu lục châu Á và châu Phi, giáp biển Đen, biển Aegea và biển Adriatic. Trong lịch sử từng là nơi trọng yếu, tụ hội về kinh tế và văn hoá của ba châu lục Âu, Á và Phi, có ý nghĩa chiến lược cực kì to lớn.

## Định nghĩa

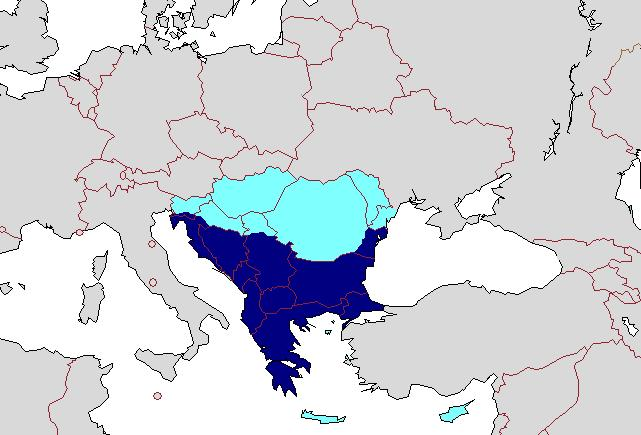
Xanh đậm: Bán đảo Balkan lấy sông Soča, sông Krka, sông Sava và sông Danube làm ranh giới; xanh lơ: khu vực cũng được coi là Đông Nam Âu.

### Mô hình Balkan

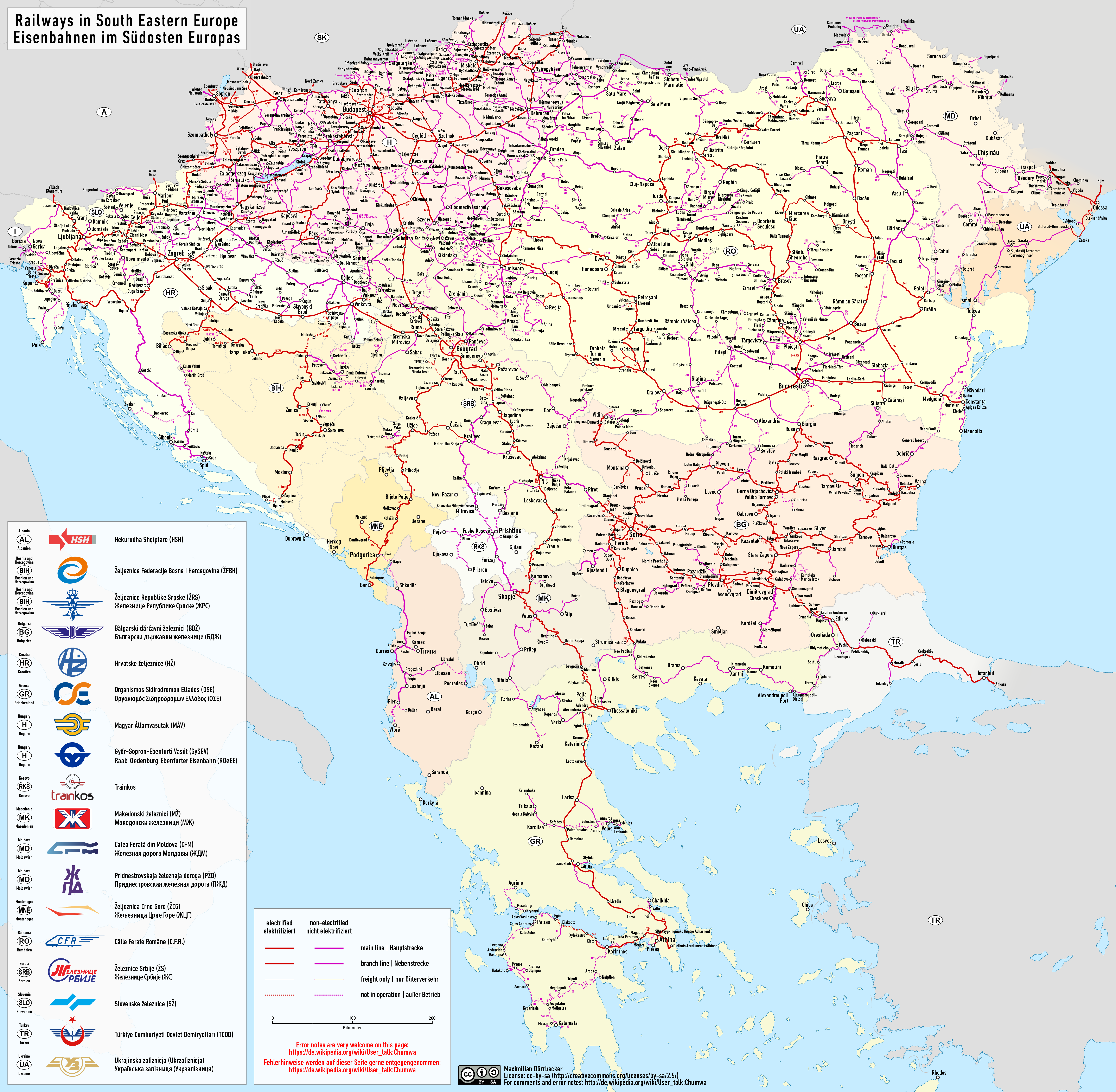

Về cơ bản, Đông Nam Âu là chỉ bán đảo Balkan và khu vực chung quanh của nó. Các nước trước mắt đã được biết là hoàn toàn nằm bên trong: Albania, Bosnia và Herzegovina, Bulgaria, Cyprus, Hi Lạp, Kosovo, Bắc Macedonia, Moldova và Montenegro. Các nước có ít nhất một phần khu vực nằm bên trong có: Croatia, Hi Lạp, Ý, Romania, Serbia, Slovenia và Thổ Nhĩ Kì.

### Các nước và vùng lãnh thổ thuộc Đông Nam Âu
- Albania
- Bosna và Hercegovina
- Bulgaria
- Croatia[5][6][7]
- Síp
- Bắc Síp
- Hy Lạp
- Kosovo
- Bắc Macedonia
- Moldova
- Transnistria
- Montenegro
- România
- Serbia

### Có bộ phận khu vực của nước khác
- Ý ── Nhân khẩu của miền Nam nước Ý được biết là có khả năng có quan hệ di truyền với loài người tiền sử ở bán đảo Balkan.[8] Đồng thời, họ cũng thuộc về một phần của thế giới Hi Lạp cổ đại, về phương diện ngôn ngữ học vẫn còn giữ gìn tính đa dạng của ngôn ngữ Balkan thiểu số.
- Thổ Nhĩ Kỳ ── khu vực Đông Thrace là khu vực nằm về phía bắc eo biển Bosporus, chiếm chừng 3% lãnh thổ Thổ Nhĩ Kì. Đông Thrace bao gồm tỉnh Edirne, tỉnh Kırklareli, tỉnh Tekirdağ và một phần của tỉnh Istanbul.
- Slovenia

### Công ước tương quan Đông Nam Âu
Công ước ổn định Đông Nam Âu được chế định vào năm 1999, nhằm mục đích tăng cường hoà bình, dân chủ, nhân quyền và kinh tế giữa các nước ở khu vực Đông Nam Âu trong khoảng từ năm 1999 đến năm 2008. Công ước đó mất hiệu lực vào tháng 2 năm 2008, thay thế nó là Hội đồng Hợp tác Khu vực (RCC). RCC được sự thúc đẩy của các đối tác bên ngoài như Liên minh châu Âu, Hoa Kỳ, Nhật Bản và Thổ Nhĩ Kì đã thay thế công ước ổn định, các nước tham dự của nó bao gồm Albania, Bosnia và Herzegovina, Bulgaria, Croatia, Bắc Macedonia, Moldova, Montenegro, România và Serbia.

## Lịch sử
Khu vực Đông Nam Âu về phương diện lịch sử là một khu vực có dân tộc, văn hoá, ngôn ngữ, tôn giáo, biên giới quốc gia và phong tục tập quán đan chéo qua lại lẫn nhau, vô cùng phức tạp. Trước giữa thế kỉ XV, nơi đây ở dưới ách thống trị của đế quốc Byzantine (Đông La Mã), phần lớn tin thờ và thực hành Đông chính giáo. Năm 1453, đế quốc Byzantine bị diệt vong, đế quốc Ottoman thiết lập sự thống trị ở chỗ này, lại đem Hồi giáo mở rộng đến khu vực này, khiến cho khu vực này trừ Đông chính giáo và Thiên Chúa giáo vốn có ban đầu ra, đã xuất hiện cư dân người Hồi giáo lấy Hồi giáo làm tín ngưỡng. Cho nên điều này cũng đã che lấp điềm báo sâu kín cho các cuộc xung đột trào dâng không ngừng ở khu vực Balkan thời cận đại: thí dụ như "sự kiện Sarajevo" - ngòi kích nổ thế chiến I, chiến tranh Bosnia vào niên đại 1990,... đều có quan hệ với các xung đột phức tạp về dân tộc, tôn giáo và văn hoá ở khu vực đó.
Từ nửa trước thế kỉ XIX đến đầu thế kỉ XX, đầu tiên là Hi Lạp, theo sau là Serbia, Bosnia và Herzegovina, Bulgaria, România, Albania, nối tiếp li khai khỏi đế quốc Ottoman - đại đế quốc thần quyền phong kiến xuyên qua ba châu lục Âu, Á và Phi ngày xưa, thiết lập nhà nước của bản thân. Cộng thêm các nước li khai khỏi đế quốc Áo - Hung, Đông Nam Âu đã xuất hiện một loạt nhà nước mới nổi, trong đó Serbia, Slovenia, Croatia và Bosnia và Herzegovina lần lượt đã hợp thành một số nhà nước liên minh Nam Tư. Sau thế chiến II, Nam Tư trở thành thành viên của mặt trận xã hội chủ nghĩa Đông Âu. Cuối niên đại 80 đầu niên đại 90 thế kỉ XX Đông Âu Liên Xô biến động dữ dội, Nam Tư cũng đã phát sinh giải thể, trong quá trình này đã phát sinh xung đột đổ máu, đầu tiên là Croatia và Serbia đã phát sinh xung đột bằng vũ trang (chiến tranh giành độc lập Croatia), tiếp theo từ năm 1993 đến năm 1995, đã phát sinh chiến tranh Bosnia kéo dài ba năm.

## Vấn đề Balkan
Khu vực Balkan ở vào chỗ tiếp giáp hai châu lục châu Á và châu Âu, là phần bụng dưới của châu Âu, nắm giữ yết hầu của biển Đen và Địa Trung Hải, vô cùng trọng yếu. Đồng thời, thành phần dân tộc ở nơi đây phức tạp, tôn giáo đa dạng. Từ xưa tới nay, chỗ này chính là thùng thuốc súng của châu Âu.
Mười nước ở bán đảo Balkan có tổng diện tích chừng 1,546 triệu kilômét vuông, nhân khẩu chừng 130 triệu người. Trong đó, diện tích Thổ Nhĩ Kì là 780.000 kilômét vuông, nhân khẩu 82 triệu người; România có diện tích 237.000 kilômét vuông, nhân khẩu 19 triệu người; nước Cộng hoà Liên minh Nam Tư (Serbia và Montenegro) có diện tích 102.000 kilômét vuông, nhân khẩu 10,64 triệu người; Hi Lạp có diện tích 131.000 kilômét vuông, nhân khẩu 10,47 triệu người; Bulgaria có diện tích 110.000 kilômét vuông, nhân khẩu 8,43 triệu người; Croatia có diện tích 56.000 kilômét vuông, nhân khẩu 4,69 triệu người; Bosnia và Herzegovina có diện tích 51.000 kilômét vuông, nhân khẩu 4,52 triệu người; Albania có diện tích 28.000 kilômét vuông, nhân khẩu 3,33 triệu người; Bắc Macedonia có diện tích 25.000 kilômét vuông, nhân khẩu 2,03 triệu người; Slovenia có diện tích 20.000 kilômét vuông, nhân khẩu 1,97 triệu người. Bởi vì Thổ Nhĩ Kì chỉ có 3% lãnh thổ ở vào Balkan, cho nên phổ thông không đem Thổ Nhĩ Kì xếp vào các nước và vùng lãnh thổ Balkan. Trừ Thổ Nhĩ Kì ra, diện tích của vùng đất Balkan gần 800.000 kilômét vuông, nhân khẩu 70 triệu người.
Vùng đất Balkan trong khoảng thời gian dài là đối tượng thèm khát của các nước lớn, nhiều lần bị sự thống trị của nước lớn. Nửa sau thế kỉ XIV, đế quốc Ottoman xâm nhập Balkan; giữa thế kỉ XIX, đế quốc Áo - Hung cũng bắt đầu đem vùng đất phía tây bắc Balkan sáp nhập và đặt dưới ách thống trị của mình; nước Nga từ thế kỉ XV tới nay một mạch đánh vào chiêu bài "giải phóng dân tộc Xla-vơ" nhằm tranh đoạt phạm vi thế lực ở vùng đất Balkan. Nhân dân các nước Balkan dưới ách thống trị của những đế quốc này bị kì thị dân tộc và áp bức tôn giáo trong khoảng thời gian dài, sự nghiệp giải phóng nhân dân Balkan thường thường kết hợp cùng nhau với giải phóng dân tộc và tín ngưỡng tôn giáo. Giải phóng dân tộc và tín ngưỡng tôn giáo đã đóng vài trò rất lớn trong phong trào giành độc lập của nhân dân Balkan. Tuy nhiên, bởi vì nguyên nhân lịch sử đan chéo, phức tạp, cho nên quan hệ dân tộc và tôn giáo vô cùng phức tạp, các vấn đề do lịch sử để lại càng khó giải quyết hơn, đặc biệt là vấn đề lãnh thổ. Mỗi dân tộc đều muốn thiết lập nhà nước dân tộc đơn độc, mở rộng lãnh thổ.
Gần 100 năm tới nay, Balkan trước sau đã phát sinh bảy lần chiến tranh lớn. Chiến tranh Balkan lần thứ nhất vào năm 1912 - 1913, Serbia, Montenegro, Hi Lạp và Bulgaria kết thành đồng minh, nhắm vào đế quốc Ottoman; chiến tranh Balkan lần thứ hai vào năm 1913, Serbia, Montenegro, Hi Lạp và România cùng nhau chống lại Bulgaria; đại chiến thế giới lần thứ nhất; chiến tranh giữa Hi Lạp và Thổ Nhĩ Kì vào năm 1919 - 1922; đại chiến thế giới lần thứ hai; nội chiến Hi Lạp và chiến tranh Bosnia.

### Bối cảnh
Trong cuộc rượt đuổi, ganh đua của các cường quốc châu Âu, Balkan trở thành tiêu điểm của mâu thuẫn chủ nghĩa đế quốc lúc đó, quyền khống chế bán đảo Balkan trở thành trọng điểm của các cường quốc tranh đoạt. Đế quốc Ottoman thống trị vùng đất Balkan, dần dần xu hướng suy bại kể từ cuối thế kỉ XVII, đến thế kỉ XIX khó duy trì sự thống trị hữu hiệu ở Balkan. Vì thế, nơi đó trở thành khu vực nóng để cho các cường quốc châu Âu mưu đồ tiến hành chia cắt. Bởi vì người châu Âu đem châu Á gọi là phương Đông, do đó, trong lịch sử đem cuộc tranh giành này của các cường quốc nhắm vào Balkan do đế quốc Ottoman suy bại mà dẫn đến gọi là "vấn đề phương Đông". Sự tranh đoạt kịch liệt của các cường quốc châu Âu, khiến cho vấn đề Balkan càng thêm phức tạp, cục thế cấp bách ngày càng mãnh liệt, chiến tranh quy mô nhỏ và phạm vi nhỏ phát sinh không ngừng. Balkan tung toé đốm lửa trở thành "thùng thuốc súng" chạm là nổ ngay của chiến tranh châu Âu.
Vấn đề phương Đông chính là vấn đề "làm thế nào với Thổ Nhĩ Kì". Thế kỉ XIII đến XVI, đế quốc Ottoman từng là một đại đế quốc thần quyền phong kiến xuyên qua ba châu lục Âu, Á và Phi. Song, sau thế kỉ XVII, đại đế quốc này đã suy bại, không có năng lực và thực lực duy trì sự thống trị ở nơi đó. Cùng lúc với đó, các nước ở châu Âu như Anh, Pháp, Nga và Đức nỗ lực mưu tính cưỡng đoạt yếu địa chiến lược này. Ở bộ phận châu Âu do đế quốc Ottoman đã từng thống trị, đặc biệt là bán đảo Balkan, cuộc đấu tranh của các nước chống lại sự thống trị quân sự và phong kiến của đế quốc Ottoman cũng trỗi dậy phát triển vào thời kì này. Vì vậy, bỗng nhiên một khi đế quốc Ottoman đã suy bại và đang bên bờ giải thể bị ép bức rút khỏi vùng đất Balkan, nơi đó là thế giới của ai? Các cường quốc châu Âu đem "khoảng trống" thực lực của sự thống trị ngoại lai vì nguyên do đế quốc Ottoman suy bại mà hình thành gọi là "di sản Ottoman". Cuộc đấu tranh của các cường quốc châu Âu tranh đoạt di sản Ottoman, cuộc đấu tranh của nhân dân Balkan chống lại sự thống trị của đế quốc Ottoman, tranh giành đoạt lấy độc lập dân tộc là một trong những mâu thuẫn chủ yếu trong quan hệ quốc tế cận đại.

### Kết luận
Vùng đất Balkan từ xưa tới nay là tiêu điểm của các nước lớn châu Âu tranh giành, cũng là quả cân để chúng đàm phán chia chác chiến lợi phẩm, sau mỗi lần chiến tranh ở châu Âu hoặc đại chiến thế giới, chỗ đầu tiên bị nước lớn chia cắt chính là khu vực Balkan. Biên giới của các nước bị thay đổi liên miên không dứt. Thí dụ như, sau hai lần chiến tranh Balkan vào năm 1912 - 1913, lãnh thổ phụ thuộc ở Balkan của đế quốc Ottoman bị chia cắt cho năm nước Albania, Bulgaria, Hi Lạp, Serbia và Montenegro, Bắc Macedonia hoàn toàn bị chia cắt cho ba nước Hi Lạp, Serbia và Bulgaria. Sau thế chiến I, bởi vì đế quốc Ottoman và đế quốc Áo - Hung sụp đổ, các nước Balkan phần lớn đều thừa cơ đã mở rộng lãnh thổ. Quốc vương Serbia vì là quốc vương của nước chiến thắng trong thế chiến I, cho nên trở thành quốc vương của "vương quốc người Serbia - người Croatia - người Slovenia" (bắt đầu năm 1929 gọi là Vương quốc Nam Tư) mới thành lập, vương quốc này trừ Serbia và Montenegro ra, đã tiếp nạp Bosnia và Herzegovina, Croatia và Slovenia thuộc đế quốc Áo - Hung cũ.
Đi cùng sự biến đổi của lãnh thổ, sự thiên di của nhân khẩu cũng theo đó mà ra. Thí dụ như, thời kì đầu nhà nước Nam tư thành lập có chừng 400.000 người Albania và 500.000 người Hungary. Hầu như mỗi dân tộc là dân tộc chủ yếu ở nước A, nhưng mà ở nước B hoặc nước C là dân tộc thiểu số. Nói đúng là, ở khu vực Balkan, hầu như tất cả các nước đều là nơi cư trú của dân tộc thiểu số có tôn giáo khác nhau và văn hoá khác nhau, cái gọi là "trong bạn có tôi, trong tôi có bạn". Vào khoảng thời gian này, một mặt, do sự thay thế chính quyền, vai trò của rất nhiều dân tộc thiểu số đã phát sinh biến hoá, một số người thống trị ban đầu trở thành kẻ bị thống trị, và những kẻ bị thống trị ban đầu thì trở thành người thống trị, sự hoán đổi vị trí, hình thành sự thay đổi cực lớn của thái độ, thái độ báo thù và coi là kẻ thù tồn tại rộng khắp. Một mặt khác, chiến tranh và rối loạn trong khoảng thời gian dài, càng khiến cho sự thù hận và nỗi lòng không tin tưởng giữa các nước và nhân dân Balkan càng thêm sâu sắc.